# Gammarus koshovi
Gammarus koshovi is een vlokreeftensoort uit de familie van de Gammaridae. De wetenschappelijke naam van de soort is voor het eerst geldig gepubliceerd in 1946 door Bazikalova.